# パワージェット
パワージェット (PowerJet) は、2004年7月に設立されたスネクマとNPOサトゥールンが50:50で出資する合弁事業である。
スホーイ・スーパージェット100等のリージョナルジェット用ターボファンエンジンであるSam146計画の監督と調査、生産、販売、販売後の支援を行う。
パワージェットはフランスとロシアに2つの運用部門を持つ。

## 概要
スネクマ(サフラングループ)は長らく推力8～15トンの規模のエンジンを生産するアメリカのGE・アビエーションとの合弁事業であるCFMインターナショナルの製品の提供を多様化し、補完する推力4～8トンの規模の小型の旅客機用のエンジンの市場への参入を模索していた。
1990年代半ばにスネクマはCFM56のより小型版であるCFM56 "Lite"を開発する為に合弁相手を説得しようとした。ラファール戦闘機のエンジンであるM88の高圧ユニットを流用するという提案もあった。これらの提案はいずれも予備調査の段階を通過する事はなかった。
NPOサトゥールン(別名リューリカ)は長年、Su-27用のAL-31に代表されるスホーイのエンジンを開発、生産して来た。
スホーイは2001年に60席から95席の近距離旅客機のシリーズのロシアン・リージョナルジェット(2006年にスホーイ・スーパージェット100に改名した)計画を立ち上げた。エンジンを共同開発するためにスネクマとNPOサトゥールンの出資比率が50/50の合弁事業が設立された。

## 今後の見通し
中期的には推力82 kN (8.35 トン)以上のエンジンを生産するCFMインターナショナル CFM56と競合しない領域においてSaM146を原型としてスホーイ以外の航空機用(ボンバルディア CRJ、エンブラエル等)やダッソー ファルコン 20のようなビジネスジェット用の複数のエンジンの開発することによってシリーズ化を目論む。
ロシアの市場での見通においてスネクマはフランスの民間航空業界での評判とCFMインターナショナルの国際的な整備網の恩恵を存分に受けると見られる。